# Raïon de Narowlia
Le raïon de Narowlia (en biélorusse : Нараўлянскі раён, Narowlianski raïon ; en russe : Наровлянский район, Narovlianski raïon) est une subdivision de la voblast de Homiel, en Biélorussie. Son centre administratif est la ville de Narowlia.

## Géographie
Le raïon couvre une superficie de 1 588,82 km2 dans le sud de la voblast. Il est arrosé par la Pripiat, la Slovetchna et la Jelon. La forêt occupe 53 % e territoire du raion, qui compte de nombreux lacs et marais. Il est limité au nord par le raïon de Mazyr, à l'est par le raïon de Khoïniki, au sud par l'Ukraine (oblast de Jytomyr, raïon de Poliske), à l'ouest par le raïon de Yelsk.

## Histoire
Le raïon de Narowlia a été fondé le 17 juillet 1924.

## Population

### Démographie
Les résultats des recensements de la population (*) font apparaître un effondrement de la population depuis les années 1980. La catastrophe de Tchernobyl l'a beaucoup affecté, plusieurs villages ont été abandonnés et la partie méridionale du raïon est devenue une zone interdite.
| 1959*  | 1970*  | 1979*  | 1989*  | 1999*  | 2009*  |
| ------ | ------ | ------ | ------ | ------ | ------ |
| 33 397 | 32 687 | 28 970 | 21 050 | 12 354 | 11 371 |

### Nationalités
Selon les résultats du recensement de 2009, la population du raïon se composait de quatre nationalités principales :
- 89,05 % de Biélorusses ;
- 6,28 % de Russes ;
- 2,82 % d'Ukrainiens ;
- 1,11 % de Polonais.

### Langues
En 2009, la langue maternelle était le biélorusse pour 70,5 % des habitants et le russe pour 28,06 %. Le biélorusse était parlé à la maison par 46,06 % de la population et le russe par 52,35 %.